# Alfonso de Galarreta
Alfonso de Galarreta Genua (Torrelavega, Cantabria 14 de enero de 1957) es un obispo católico español de la Fraternidad Sacerdotal de San Pío X (FSSPX) consagrado por monseñor Marcel Lefebvre. Fue superior de la casa autónoma de España y Portugal que tiene esta Sociedad. Actualmente, ostenta el título de primer asistente general de dicha Hermandad y radica en Ginebra.

## Biografía
Es hijo de Andrés de Galarreta Pérez, químico natural de Castuera, y de María Teresa Genua Sansinenea, procedente de San Sebastián. Aunque nació en España, emigró con su familia a Argentina. Ingresó en el seminario de La Plata en 1975 y permaneció allí tres años. En octubre de 1978, oponiéndose a las  innovaciones del Concilio Vaticano II, a las que señaló de modernistas, entró en el seminario de Écône.
Fue ordenado sacerdote por el arzobispo Marcel Lefebvre en agosto de 1980 en Buenos Aires. Fue profesor en el seminario Nuestra Señora Corredentora (Argentina).
De 1985 hasta 1988 fue superior del distrito de América del Sur de la FSSPX. Fue consagrado obispo en Écône el 30 de junio de 1988. En 1989, fue nombrado director del seminario de La Reja y en 1994 en superior casa Autónoma España y Portugal, con residencia en Madrid. 
Incurrió en excomunión latæ sententiæ junto a Bernard Fellay, Bernard Tissier de Mallerais y Richard Williamson, debido a su consagración episcopal por el arzobispo Lefebvre, sin la aprobación de la Santa Sede. Para la FSSPX, tal excomunión no sería válida. Las excomuniones a los cuatro obispos fueron revocadas por Benedicto XVI el 21 de enero de 2009.
En 2002 se convirtió en el segundo asistente general de la Fraternidad. Fue sustituido por el abate Alain Nély en 2006.
El 11 de julio de 2018, se emitió el segundo comunicado de la Casa General de la Hermandad tras la elección de un nuevo superior (el padre Davide Pagliarani), por el que se le asigna el cargo de primer asistente general de la misma. Habla fluidamente castellano y francés, además de conocer el inglés.
Se le ha designado presidente de la Comisión de Teólogos de la FSSPX a cargo de las discusiones doctrinales con Roma, frente a la Congregación para la Doctrina de la Fe.